# Schmelzwasserpuls 1A

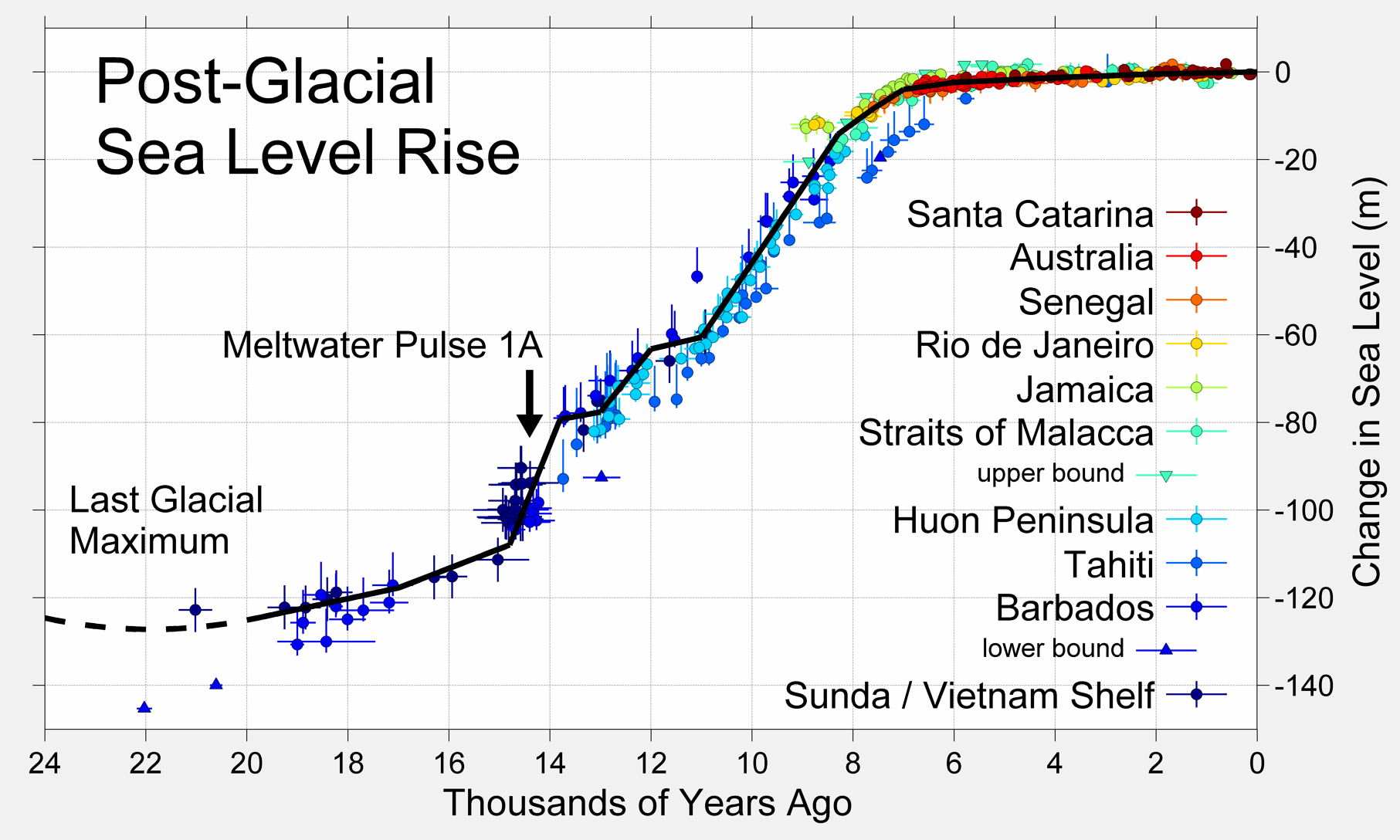
Grafik zum Meeresspiegelanstieg während des Endes der letzten Eiszeit mit einer Markierung für Schmelzwasserpuls 1A

Als Schmelzwasserpuls 1A wird eine Phase besonders schnellen Ansteigens des Meeresspiegels am Ende der letzten Kaltzeit bezeichnet, die ursächlich mit einer rapiden Entgletscherung und dem Eintrag großer Schmelzwassermengen in die Meere zu jener Zeit in Verbindung gebracht wird. Der Puls setzte vor ungefähr 14.200 bis 14.700 Jahren ein und ließ den Meeresspiegel innerhalb von 400 bis 500 Jahren global um 20 Meter ansteigen. Der Schmelzwasserpuls löste den antarktischen Kälterückfall aus.
Als Quelle des Schmelzwassers wird ein kollabierender Eisschild, vermutlich in der Antarktis oder zwischen Kanada und Grönland, angenommen.